# 亨利·李·卢卡斯
亨利·李·卢卡斯（Henry Lee Lucas，1936年8月23日—2001年3月13日），美国人，出生于弗吉尼亚州黑堡镇，被该州高等法庭裁定曾犯下多起杀人罪行之凶犯。
卢卡斯曾向弗吉尼亚州警方供稱他自1975年中期至1983年年杀害了三千多人。之后经「卢卡斯重案组」（Lucas Task Force）反复核对，认为比较可信的数字可能是三百五十人。然而主审的德州检察官Jim Mattox 认为此数字依然太耸人听闻，并以此抨擊重案组办案不力，听信谣传。
1998年当时的德州州长乔治·沃克·布什批准将卢卡斯的死刑改判为终身监禁，三年后已經64歲的卢卡斯於狱中因心脏病发作過世。
虽然卢卡斯被法庭指控非一人犯案，尚有同党帮凶奥蒂斯·荼勒（Ottis Toole），但就某些已定罪的案件来看，若說卢卡斯是美国史上杀人最多、手段最残忍並且最猖狂的「连环杀手」，也是名副其實的。

## 早年经历
卢卡斯1936年8月3日出生于弗吉尼亚州黑堡镇，其生母维奥拉·卢卡斯是个经常使用暴力的妓女，而生父安德森・卢卡斯原是铁道公司小职员，在一次事故失去双脚后经常酗酒。生母对生活十分不满，经常向着他和异父之兄弟发泄。他自小已经习惯观看母親和其他男人鬼混。在他的回忆中，他曾因母亲用木板打破他的头而三日昏迷不醒。另一次父亲的朋友送给他们一头驴，其母见到后马上用枪将驴击毙。
卢卡斯后来招认第一次的谋杀是发生于1951年，他杀死一名反抗他强奸意图的女生，然而之後他又再次翻供。卢于1954年在弗州里士满市因入屋盗窃罪被捕，并获判入狱六年，其间从监狱逃跑并再被拘捕。

## 弑杀生母
在1960年1月12日，盧卡斯在不斷的爭吵下也許是意外的殺死了母親。這次爭吵的起因是關於盧卡斯是否該回家照顧他逐漸年邁的母親。盧卡斯聲稱她用掃帚打他的頭，然後盧卡斯用刀刺向她的頸部後，母親便倒地。盧卡斯立即逃走，在之後他說道：「我所記得的是一直打她的頸，但後來我看到她倒地便打算抓住她。但返回要讓她起來之時，才發現她已經死了。然後我發覺自己手上的小刀，原來她是被割傷倒地。」
事實上盧卡斯的母親還沒有死，當盧卡斯的姊姊Opal回家之後，發現母親還在一灘血上苟延殘喘著。她叫了救護車但為時已晚，警察的官方報告上寫道她的死是因為襲擊而引發的心臟病。
盧卡斯回到維珍尼亞州，再駕車回到密西根州，但在俄亥俄州時因密西根州的逮捕狀而被逮捕。
盧卡斯聲稱攻擊他母親是出自防衛，但這項自辯被駁回，他被判二級謀殺，在密西根州監禁20至40年。他服刑十年半後在1970年6月獲得釋放。
盧卡斯在美國南部流浪，也從事過一些短期工作。在1976年至1978年於佛羅里達州和Ottis Toole相識，並自稱和處於青春期，曾逃出少年拘留所的外甥女Frieda Powell有過親密行為。盧卡斯和Toole有時會叫Powell為「Becky」，其中一半目的是要掩飾其身份，因為Powell喜歡這名字多於她原本的名字。
盧卡斯和Powell據報導是情侶，盧卡斯後來說他在這段時間殺了超過一百人，有些是Toole的同伴。三人後來在德州的「Stoneburg」安頓，在一個名為「祈禱之屋」（The House of Prayer）的宗教社區居住下來，而社區負責人「Ruben Moore」也為盧卡斯找到一份蓋屋頂的工作，容許他和Powell在社區內的一個小型住宅居住。
Powell開始想家，所以盧卡斯同意與她搬回佛州。盧卡斯說他和Powell在德州鮑伊縣一個連餐廳的加油站有過爭執，他說Powell準備和一個貨車司機離開。根據該餐廳的侍應Shellady的說法，其在法庭上認同了盧卡斯的口供。

## 橙色袜子
橙色袜子（Orange Socks）是連環殺手亨利.李.盧卡斯案件其中一位死者的外號，案發於1979年10月31日的德薩斯州喬治敦。因屍體被發現時全身赤裸，身上僅穿上一對橙色袜子，因此被媒體稱為橙色袜子。在案發後接近長四十年內，死者身份一直不明，直至2019被證實DNA與其尚在生的姊妹吻合才確認死者真實身份為黛博拉.傑克遜（Debra Jackson）。

## 虚构小说与电影
- 犯罪情节片：连环杀手亨利 1，1986年公演，John McNaughton执导
- 犯罪情节片：连环杀手亨利 2
- 记录片：连环杀手的自白

## 参照
1. ↑  . Wikipedia. 2021-01-28 （英语）.

- Sara L. Knox, "The Productive Power of Confessions of Cruelty" 2001  （页面存档备份，存于）
- Brad Shellady, "Henry: Fabrication of a Serial Killer", included in Everything You Know Is Wrong: The Disinformation Guide to Secrets and Lies, 2002; Russ Kick, editor.
- Michael A. Kroll, "Condemned in Texas: When Innocence Doesn't Matter", 1998
- "The Death Penalty In Texas: Lethal Injustice", Amnesty International, 1998
- "Failing the Future: Death Penalty Developments, March 1998 - March 2000" Amnesty International, 2000
- "Henry Lee Lucas able to confuse authorities and then beat death", Jim Henderson, 1998 Houston Chronicle （页面存档备份，存于）
- "Sheriff's wife among 4 dead in shooting", Melissa Nelson, 2007 Associated Press (Yahoo News)